# Хемскерк, Ян
Ян Хемскерк (нидерл. Jan Heemskerk Abrahamszoon; 30 июля 1818, Амстердам — 9 октября 1897, Гаага) — голландский политик, который занимал пост председателя Совета министров с 1874 по 1877 год, а затем с 1883 по 1888 год. Его сын Тео Хемскерк также был председателем Совета министров.

## Биография
Родился 30 июля 1818 года в Амстердаме. Он был сыном Авраама Хемскерка и Джоанны Якобы Стюарт. Он изучал право в Утрехтском и Амстердамском университетах и стал юристом.
Был избран в Палату представителей парламента Нидерландов. Первоначально либеральный политик, он стал консерватором в 1866 году и оставался им на посту премьер-министра.
Он трижды был министром внутренних дел (1866—1868; 1874—1877; 1883—1888) и трижды временным председателем Совета министров, премьер-министром (1867—1868; 1874—1877; 1883—1888). Он был государственным министром с 1885 года до своей смерти.
Хемскерк сыграл важную роль в период конфликта (1866—1868), в которой кабинет и король вступили в борьбу с Палатой представителей. Во время второго периода на посту министра Хемскерка были приняты такие важные законы, как Закон о высшем образовании, Закон о неудобствах и Закон о железных дорогах. В 1887 году он отстоял конституционную реформу, которая позволила расширить избирательное право (для мужчин). Хемскерк был советником в Верховном суде в течение некоторого времени.
Ян Хемскерк был награждён орденом Дубовой короны.
Хемскерк умер 9 октября 1897 года в возрасте 79 лет в Гааге.
Хемскерк женился на своей двоюродной сестре Анне Марии Хемскерк 1 октября 1846 года в Утрехте. У них было 5 сыновей, один из которых умер в младенчестве, и 3 дочери.
Его сын Тео Хемскерк (1852—1932) был председателем Совета министров с 1908 по 1913 год. Его сын Ян Фредерик Хемскерк (1867—1944) был членом Палаты представителей.

## Опубликованные труды
- De praktijk onzer grondwet. 2 vols. (Utrecht: J. L. Beijers, 1881.)
- Speciminis inauguralis de Montesquivio pars prior [-altera]. 2 vols. (Amstelodami: J.H. et G. van Heteren, 1839.)